# Doktor Martinus Luther
Doktor Martinus Luther ist ein deutscher Historienfilm aus dem Jahr 1911. Der Film ist der älteste bekannte Film über das Leben und Wirken Martin Luthers.

## Handlung
Der Film handelt von Martin Luthers Leben und dessen Heirat mit Katharina von Bora. Darüber hinaus wurde sein „glückliches Familienleben“ dargestellt.
In der Haupt- und Titelrolle war Hermann Litt zu sehen, der damals schon über fünfzig Jahre alt war. Der Film besteht aus 18 Szenen und hat eine Spiellänge von ungefähr 20 Minuten.

## Hintergrund
Der Film wurde von der Deutschen Bioscop GmbH, Berlin, hergestellt. Die Uraufführung des Films fand am 2. September 1911 in Berlin statt. Der Film galt bisher als verschollen. Das Gleiche galt für das Drehbuch. Nur einige Fotos, auf denen Hermann Litt als Luther kostümiert ist, sollen erhalten geblieben sein.
Die Friedrich-Wilhelm-Murnau-Stiftung listet den Film mittlerweile zwar im Bestand, will damit aber wohl nur die Rechte am Film geltend machen.